# Citioica
Citioica — род чешуекрылых из семейства павлиноглазок и подсемейства Ceratocampinae.

## Систематика
В состав рода входят:
- Citioica anthonilis (Herrich-Schäffer, 1854) — Эквадор, Мексика
- Citioica homonea (Rothschild, 1907) — Эквадор